# Richard z Chichesteru
Svatý Richard z Chichesteru, jak také Richard z Wychu (1197, Droitwich Spa, Worcestershire - 3. dubna 1253, Dover, Kent) byl v letech 1244–1253 biskupem v Chichesteru, kanonizovaný roku 1262.